# Marge piégée par le net
Marge piégée par le net (France) ou Jeux interdits (Québec) (Marge Gamer) est le 17e épisode de la saison 18 de la série télévisée d'animation Les Simpson.

## Synopsis

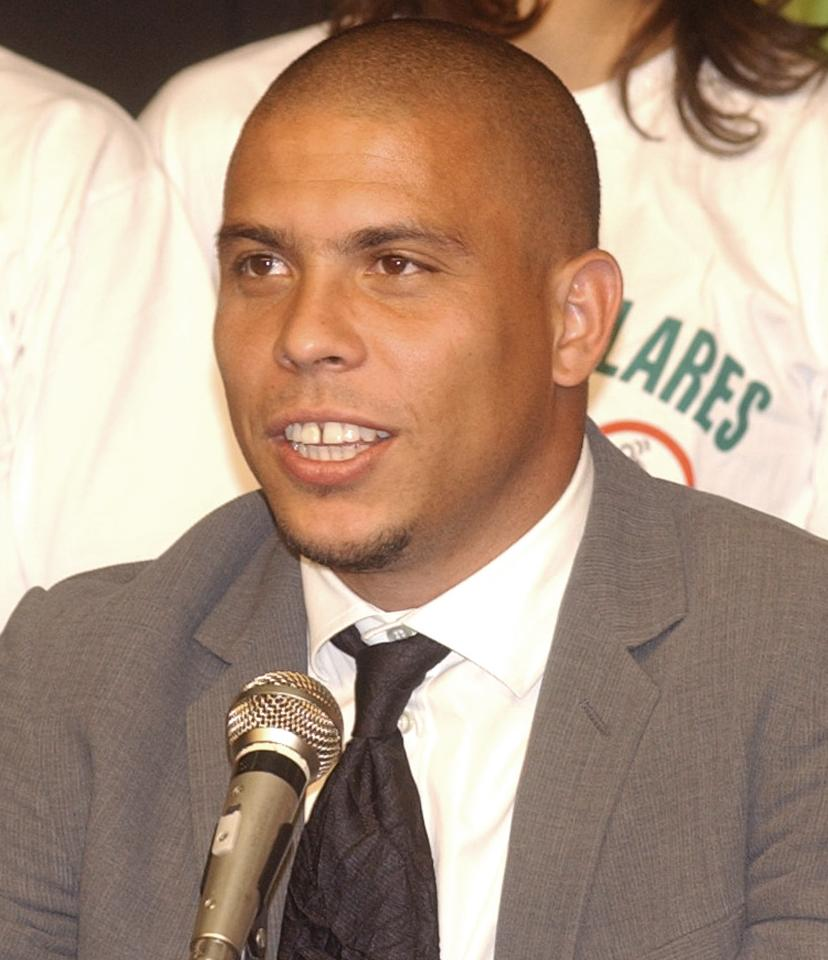
Le footballeur brésilien Ronaldo Nazário.

Lors d'une réunion parentale, Marge se rend compte qu'elle ne possède pas d'adresse électronique. Après avoir découvert le fonctionnement d'Internet, elle décide de s'inscrire à un jeu virtuel où elle rencontre Moe, Apu, Skinner, la bande à Jimbo, Milhouse, Burns, Smithers, le docteur Riviera, le Serpent, Mme Krapabelle, Mlle Hoover, le vendeur de bandes dessinées, Patty, Selma, Largo (professeur de musique de Lisa) et Nelson. Mais le joueur le plus maléfique du jeu semble être Bart, qui sème la terreur sur son passage. Bart ne supporte pas la présence de sa mère dans son jeu et la tue accidentellement, ce qui rend Marge furieuse. Mais Bart réparera son erreur en sacrifiant son avatar pour ressusciter celui de Marge.
Pendant ce temps, Lisa s'inscrit dans une équipe féminine de football entraînée par Krusty qui annonce à ses joueuses que le match ne pourra pas avoir lieu sans arbitre. Homer propose de le remplacer. Lisa triche afin que son père lui donne tous les avantages et pénalise l'équipe adverse sans qu'il ne sans rende compte. Homer se fâche avec le couple Lovejoy puis Cletus et Brandine avant de comprendre son erreur grâce au joueur Ronaldo. Homer pénalise Lisa pour sa triche et celle-ci se fâche. Plus tard, Homer montre à Lisa une vidéo d'un match gâché par la tricherie. Lisa avoue à son père qu'elle avait tort et s'excuse. À la fin de l'épisode, Homer, Bart et Lisa jouent au foot alors que Marge remplace le rôle de Bart en tant que Chavalier des Ténèbres dans le jeu.